# Rancagong
Rancagong is een bestuurslaag in het regentschap Tangerang van de provincie Banten, Indonesië. Rancagong telt 13.040 inwoners (volkstelling 2010).